# Kasali Yinka Casal
Kasali Yinka Casal (Londen, 21 oktober 1987) is een Nigeriaanse-Brits voormalig profvoetballer.
Hij speelde bij Fulham FC in de jeugd en debuteerde bij het Amerikaanse D.C. United. Hierna speelde hij voor SC Cambuur uit Leeuwarden en Casal kwam vanaf 2008 uit voor Swindon Town. Hij speelde vervolgens voor clubs in Roemenië, Hongarije en Bulgarije.